# بيوجناتري (باد كاليه)
بيوجناتري، باد كاليه (بالفرنسية: Beugnâtre)‏ هي بلدية تقع في إقليم باد كاليه من منطقة نور با دو كاليه في شمال فرنسا. تبلغ مساحة هذه المدينة 3.97 (كم²)، وترتفع عن سطح البحر 119 م، يبلغ عدد سكانها 135 نسمة حسب إحصاء المعهد الوطني للإحصاء والدراسات الاقتصادية سنة 2009 م. وترأس Jacques Weexsteen البلدية خلال فترة (2008-2014).